# Chrysobothris viridiceps
Chrysobothris viridiceps är en skalbaggsart som beskrevs av Melsheimer 1845. Chrysobothris viridiceps ingår i släktet Chrysobothris och familjen praktbaggar. Inga underarter finns listade i Catalogue of Life.